# Der Mörder ist unter uns
Der Mörder ist unter uns –  Der Fall Gehring ist ein deutscher Kriminalfilm des Regisseurs Markus Imboden nach einem Drehbuch von Holger Karsten Schmidt, der erstmals am 14. April 2003 im ZDF ausgestrahlt wurde.

## Handlung
Hans Werner Gehring wurde vor neun Jahren wegen Mordes zu einer langen Haftstrafe verurteilt, obwohl er stets seine Unschuld beteuerte. Als er in der Haft einen Selbstmordversuch unternimmt, wird die Staatsanwältin Julia Stein auf seinen Fall aufmerksam und beginnt, Ermittlungen aufzunehmen. Dabei stellt sie Parallelen zu einem weiteren unaufgeklärten Mord im Nachbarort des verübten Verbrechens fest, den Gehring nicht begangen haben kann, da er damals schon in Haft saß.
Mithilfe des forensischen Psychologen Martin Bach und des vor Ort zuständigen Kommissars Jürgen Lorenz kommt Stein den Brüdern Kai und Frank Wegner auf die Spur. Seit den Beteiligten klar ist, dass Gehring nicht der Mörder sein kann, fürchtet Lorenz um das Leben seiner Tochter Natalie. Als Frank Wegner versucht, Natalie von der Schule abzuholen, wird er wegen dringenden Mordverdachts festgenommen. In direkter Konfrontation mit dem Psychologen Martin Bach gesteht schließlich sein Bruder Kai, die Morde begangen zu haben.

## Hintergrund
Christoph Waltz wurde für seine Rolle als Martin Bach für die Goldene Kamera 2004 als bester deutscher Schauspieler nominiert. Hermann Lause und Frank Giering erhielten Nominierungen für den Deutschen Fernsehpreis 2004.
Die DVD erschien unter dem Titel Der Fall Gehring – Der Mörder ist unter uns.

## Kritiken
„Psychologisch ausgerichtetes Krimi-Kammerspiel, das auf vordergründige Action verzichtet und das Hauptaugenmerk auf sozial-psychologische Strukturen legt.“

„Der Mörder ist unter uns ist ein raffinierter Krimi: kein Blut, keine plakativ ausgestellten Morde, keine Schießerei; und trotzdem packend.“

„Intelligentes Provinz-Kammerspiel voller Ermittlungs-Variationen und psychologischer Irritationen.“

„Vor allem dank der doppelbödigen Mimik von Christoph Waltz ist 'Der Mörder ist unter uns' ein ausgezeichneter Thriller geworden.“